# Дая (Бахня, Муреш)
Дая (рум. Daia) — село у повіті Муреш в Румунії. Входить до складу комуни Бахня.
Село розташоване на відстані 243 км на північний захід від Бухареста, 27 км на південь від Тиргу-Муреша, 84 км на південний схід від Клуж-Напоки, 114 км на північний захід від Брашова.

## Населення
За даними перепису населення 2002 року у селі проживали 227 осіб.
Національний склад населення села:
| Національність | Кількість осіб | Відсоток |
| -------------- | -------------- | -------- |
| угорці         | 148            | 65,2%    |
| румуни         | 70             | 30,8%    |
| цигани         | 9              | 4,0%     |

Рідною мовою назвали:
| Мова      | Кількість осіб | Відсоток |
| --------- | -------------- | -------- |
| угорська  | 148            | 65,2%    |
| румунська | 79             | 34,8%    |